# Indias Occidentales

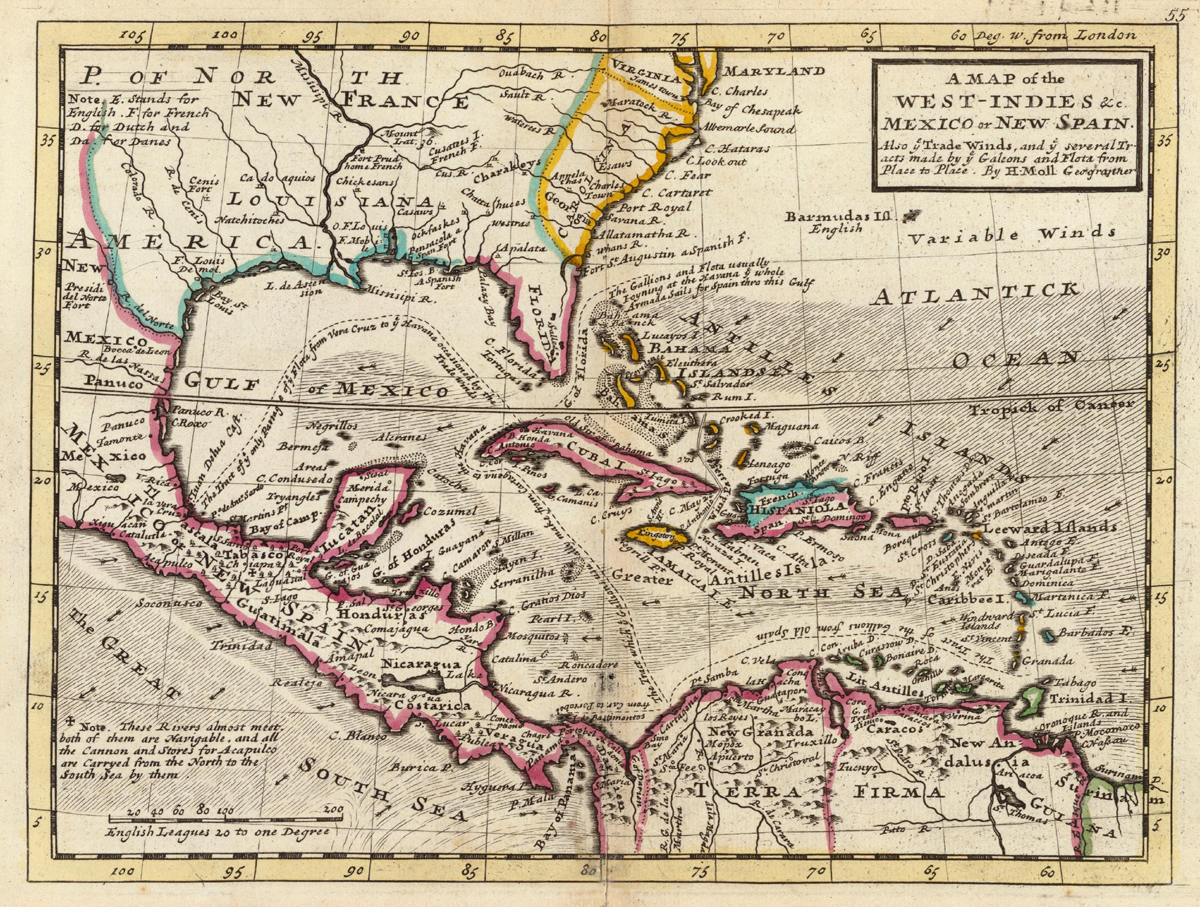
Mapa británico de las Indias Occidentales de 1736.

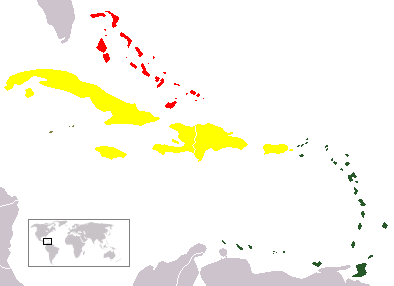
Originalmente, el continente entero de América se conocía como las Indias Occidentales. En el presente, las islas del Caribe son comúnmente conocidas como las Indias Occidentales:
Archipiélago de las Lucayas
Antillas Mayores
Antillas Menores.

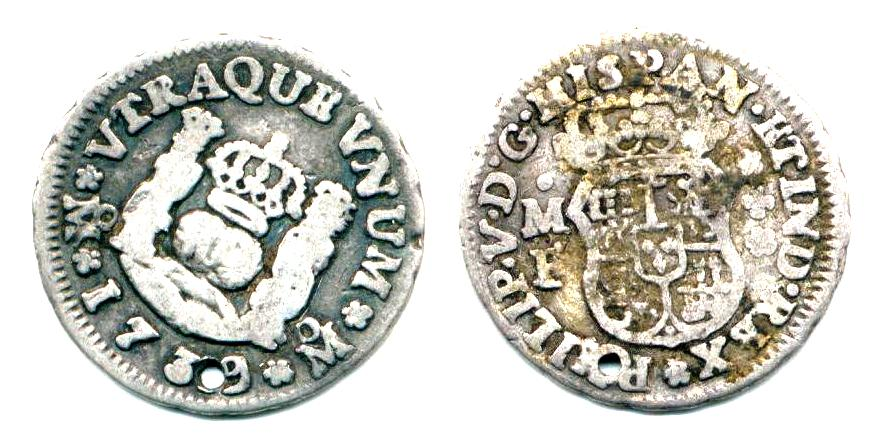
Moneda de 1/2 real con la leyenda "PHILIP.V.D.G.HISPAN.ET.IND.REX*". ("Felipe V por la gracia de Dios, rey de las Españas y de las Indias [Occidentales].")

Las Indias Occidentales se refiere, comúnmente, a las islas del Caribe denominadas Antillas y Lucayas. La aplicación de Indias Occidentales a esta región es, según la RAE, «admisible siempre que no haya posible confusión con la denominación tradicional de todo el continente», aunque precisa que es uso influido por la denominación inglesa West Indies. Por tanto, originalmente se aplicó a América, aunque con este valor es un arcaísmo.
Originalmente, el nombre fue aplicado a las posesiones europeas en los nuevos territorios  en América desde la llegada de Cristóbal Colón en 1492, quien, por lo demás, desconocía que en su viaje había llegado a otro continente, en lugar de a las Indias. De aquí deriva el título de Rey de las Islas y Tierra Firme del mar Océano, o bien de las Indias, que por tradición histórica está vinculado a la monarquía española.
Con el avance de exploración y la cartografía del llamado Nuevo Mundo por España, las más alejadas costas de Asia oriental fueron llamadas "Indias Orientales" para distinguirlos de las nuevas tierras descubiertas más próximas al oeste, y que se denominaron Indias Occidentales. Las exploraciones y los estudios de cartografía extendieron la denominación de América en Europa para designar popularmente las nuevas tierras descubiertas. No obstante, del término Indias derivaron indio e indiano, relacionados con el continente americano.

## Territorios
Al estar el término Indias Occidentales ligado a la colonización europea de América, la mayoría de reinos colonizadores circunscribieron el concepto al Caribe, por lo que en otros idiomas diferentes al castellano, Indias Occidentales y Caribe son sinónimos. Una relación de los territorios de Indias puede ser la siguiente:
Antillas:
- Indias Occidentales Neerlandesas.
- Antillas Francesas (actual Haití, Martinica, San Bartolomé y Guadalupe).
- Indias Occidentales Danesas.
- Antillas Españolas (actual Cuba, República Dominicana y Puerto Rico).
- Indias Occidentales Británicas.

En un sentido menos potencias colonizadoras:
América del Norte y Central:
- Virreinato de Nueva Francia.
- América Británica (conjunto de provincias coloniales directamente gobernadas por el monarca británico, es decir, sin la presencia de un virrey).
- Virreinato de Nueva España.

América del Sur:
- Virreinato del Perú (más tarde tuvo el Virreinato de Nueva Granada y el Virreinato del Río de la Plata desmembrados de este último).
- Estado del Brasil (después Virreinato del Brasil).
- Guayana Británica.
- Guayana Neerlandesa.
- Guayana Francesa.